# Monteleone di Fermo
Monteleone di Fermo település Olaszországban, Marche régióban, Fermo megyében. Lakosainak száma 347 fő (2023. január 1.). Monteleone di Fermo Monsampietro Morico, Montelparo, Santa Vittoria in Matenano, Belmonte Piceno és Servigliano községekkel határos.

## Népesség
A település lakossága az elmúlt években az alábbi módon változott:
| Lakosok száma | 385  | 381  | 347  |
|               | 2017 | 2018 | 2023 |